# Etienne Germond
Pour les articles homonymes, voir Germond.
Etienne Germond, né le 8 avril 1989 à Saintes, est un tireur sportif français.

## Carrière
Etienne Germond est médaillé d'or au tir à la carabine couché à 50 mètres par équipes et médaillé d'argent au tir à la carabine à 50 mètres à 3 positions par équipes à l'Universiade d'été de 2015 à Gwangju.
Il remporte la médaille d'argent au tir à la carabine à 10 mètres par équipes aux championnats d'Europe de tir à 10 mètres 2020 à Wrocław.